# ウィリアムソン郡 (イリノイ州)

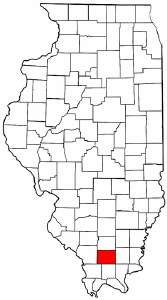
イリノイ州内の位置

ウィリアムソン郡（Williamson County）は、アメリカ合衆国イリノイ州南部の郡である。人口は6万7153人（2020年）。郡庁所在地はマリオンである。

## 地理
アメリカ合衆国統計局によると、この郡は総面積1,151 km2 (444 mi2) である。このうち1,097 km2 (423 mi2) が陸地で54 km2 (21 mi2) が水地域である。総面積の4.72%が水地域となっている。

### 隣接する郡
- フランクリン郡（北）
- セイリーン郡（東）
- ポープ郡（南東）
- ジョンソン郡（南）
- ユニオン郡（南西）
- ジャクソン郡（西）

## 人口動静
2000年国勢調査で、この郡は人口61,296人、25,358世帯、及び16,964家族が暮らしている。人口密度は56/km2 (145/mi2) である。25/km2 (65/mi2)の面積の中に、27,703件の住宅が建っている。この郡の人種的構成は白人95.34%、アフリカン・アメリカン2.49%、先住民0.27%、アジア0.50%、太平洋諸島系0.03%、その他の人種0.38%、及び混血0.98%である。人口の1.24%がヒスパニックまたはラテン系である。
この郡内の世帯構成は18歳未満の未成年者のいる世帯が29.50%、同居している夫婦の世帯が53.40%、夫のいない女性の世帯が10.20%、及び単身世帯が33.10%である。28.90%の世帯所有者が独立生計を営んでおり、13.30%が1人暮らしの65歳以上の高齢者世帯である。1世帯辺りの構成人数は平均2.35人であり、1家族辺りの構成人数は平均2.89人である。
この郡内の住民は22.90%が18歳未満の未成年者、18歳以上24歳以下が8.60%、25歳以上44歳以下が27.90%、45歳以上64歳以下が24.10%、及び65歳以上が16.50%となっている。中央値年齢は39歳である。女性100人ごとに対して男性は93.90人である。18歳以上の女性100人ごとに対して男性は91.70人である。
この郡内の世帯ごとの平均的な収入は31,991米ドルであり、家族ごとの平均的な収入は40,692米ドルである。男性は32,386米ドルに対して女性は21,570米ドルの平均的な収入がある。この郡の一人当たりの収入 (per capita income) は17,779米ドルである。人口の14.60%及び家族の11.40%は貧困線以下である。全人口のうち18歳未満の19.60%及び65歳以上の10.60%は貧困線以下の生活を送っている。

## 歴史
ウィリアムソン郡は、米国史上数回の暴動が発生していることから、暫し「血塗られたウィリアムソン」と例えられることがある。主なものとしては、1876年の Bloody Vandetta、1906年の石炭ストライキ、1922年のHerrinでの大虐殺、1924年のKlan戦争、1927年のBirger/Shelton(Charles Birger, Shelton Brothers Gang)抗争などである。
1920年代には、イリノイ州兵が問題を起こしそうな徒党を解散させるため、また治安を維持するために暫し同地に配置されることがあった。

## 都市・町
- マリオン（郡庁所在地）
- Bush
- Cambria
- Carterville
- Colp
- Creal Springs
- Energy
- Herrin
- Hurst
- Johnston City
- Pittsburg
- Spillertown
- Whiteash

## 交通
インターステート・ハイウェイ57号が通過している他、マリオンにウィリアム・カウンティ・リージョナル・エアポートがあり、シカゴのオヘア国際空港などとの間に定期便が就航している。